# Бибиков, Сергей Николаевич

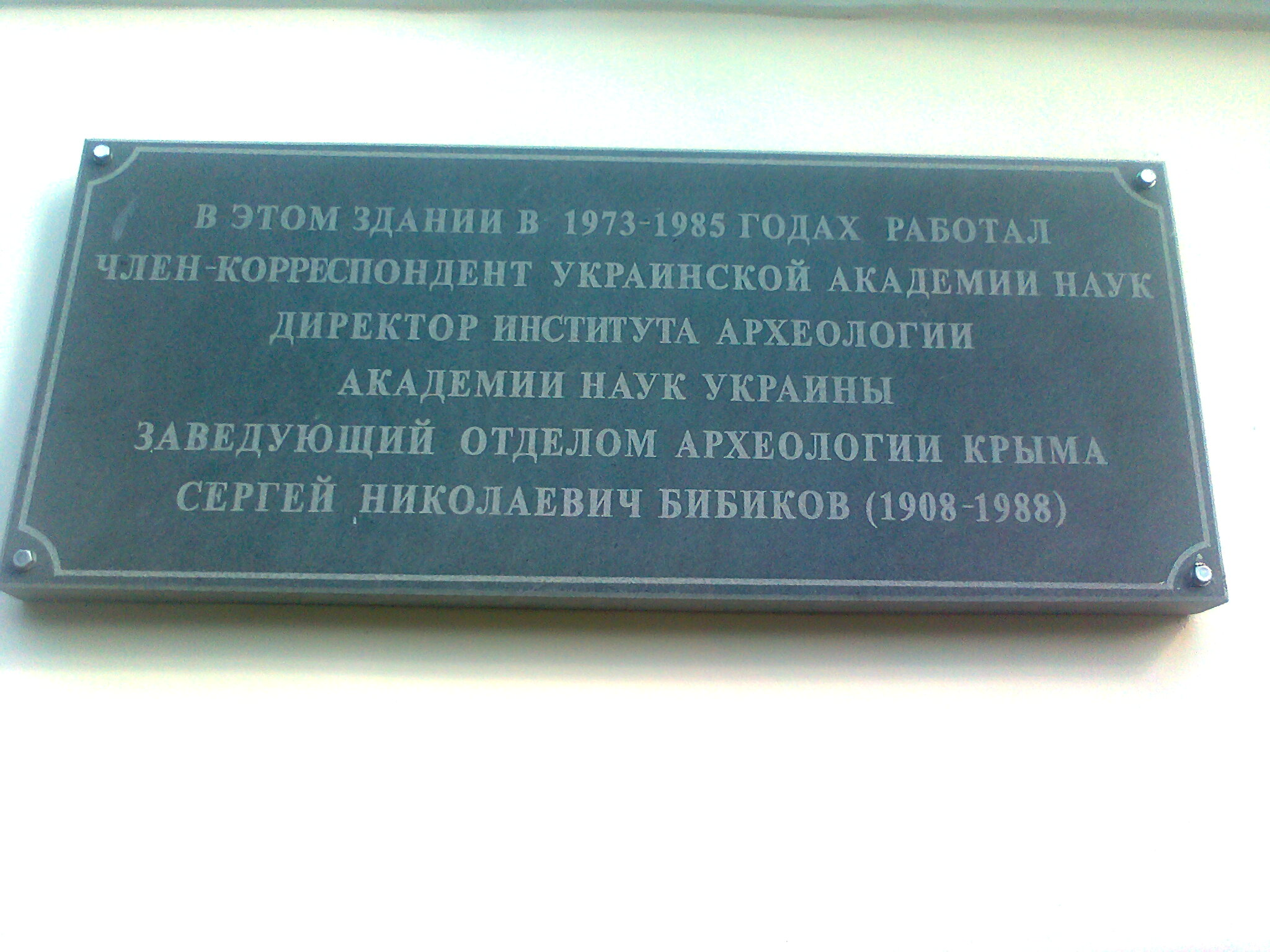
Памятная табличка Бибикову в Симферополе

Серге́й Никола́евич Би́биков (1 [14] сентября 1908, Севастополь, Таврическая губерния — 21 ноября 1988, Киев) — советский археолог и педагог, доктор исторических наук (1953), член-корреспондент Центрального археологического института в Берлине, Заслуженный деятель науки УССР (1975), директор Института археологии АН УССР (1955—1968).

## Биография
Родился 1 (14) сентября 1908 года в Севастополе, где получил среднее образование. Русский.
В конце 1920-х годов познакомился с известным археологом, специалистом в отрасли неолита Г. А. Бонч-Осмоловским. В его экспедициях Бибиков прошёл начальную школу археологии. По совету Бонч-Осмоловского он поступил в Ленинградский университет, который окончил в 1931 году. В 1934—1935 годах был научно-техническим сотрудником Государственной академии истории материальной культуры (Ленинград). В 1935—1955 годах работал в Институте истории материальной культуры АН СССР (Ленинград) как аспирант, учёный секретарь (1938—1941), заместитель директора по научной работе (1941—1942), старший научный сотрудник (1942—1955).
В 1957—1970 годах был ответственным редактором сборника «Археология». Соавтор монографии «Археология Украинской ССР». Член КПСС.
Умер 21 ноября 1988 года в Киеве.

## Награды
- Государственная премия Украины в области науки и техники (13.12.1977);
- Заслуженный деятель науки УССР (1975);
- орден Трудового Красного Знамени (14.09.1978);
- орден «Знак Почёта»;
- медали.